# کویلانی
کویلانی (به لاتین: Koilani) یک منطقهٔ مسکونی در قبرس است که در ناحیه لیماسول واقع شده‌است. کویلانی ۲۸۰ نفر جمعیت دارد و ۸۲۰ متر بالاتر از سطح دریا واقع شده‌است.